# Lee Ki-jeong
Lee Ki-jeong (koreanisch 이기정, 李基政; * 18. Juli 1995 in Chuncheon) ist ein südkoreanischer Curler. 
Lee spielte erstmals international bei der Junioren-Pazifik-Asienmeisterschaft 2015. Als Skip des koreanischen Juniorenteams gewann er durch einen Sieg gegen die chinesische Mannschaft um Wang Jinbo die Goldmedaille. Bei der Juniorenweltmeisterschaft 2015 kam er auf den siebten Platz. 2016 sicherte er sich die Teilnahme an der Junioren-Weltmeisterschaft durch einen dritten Platz bei der B-Weltmeisterschaft. Wieder als Skip der koreanischen Mannschaft zog er bei der Weltmeisterschaft in das Finale ein, besiegte dort das US-amerikanische Team um Andrew Stopera und gewann die Goldmedaille.
2016 spielte er erstmals  bei der Mixed Doubles Weltmeisterschaft 2016. Zusammen mit Jang Hye-ji kam er auf den 13. Platz. Im darauffolgenden Jahr konnten sich die beiden mit dem sechsten Platz deutlich verbessern. Bei den Olympischen Winterspielen 2018 traten sie im Heimatland beim erstmals ausgetragenen Mixed Doubles Wettbewerb an. Nach zwei Siegen und fünf Niederlagen in der Round Robin belegten sie den sechsten Platz. Nach dem positiven Dopingbefund bei Alexander Kruschelnizki und der Disqualifikation des Teams Olympic Athletes from Russia rückten sie auf den fünften Platz vor.

## Privatleben
Sein Bruder Lee Ki-bok spielt ebenfalls Curling und spielt als Lead der koreanischen Herrennationalmannschaft.